# Windows 8.1
Windows 8.1 (označován jako „Blue“) je již nepodporovaná verze operačního systému firmy Microsoft z řady Windows NT, která byla vydána 17. října 2013. Byla první aktualizací systému Windows 8, byla pro všechny uživatele k dispozici zdarma,
nejednalo se o Service Pack (jak bylo zvykem u předchozích verzí), byla k dispozici ve Windows Store a byly v ní přidány nové funkce a vylepšení.
I přes příznivější přijetí na trhu nedosáhl systém ani v součtu s verzí Windows 8 takového rozšíření na trhu, jaké měl starší systém Windows 7, a brzy začal být z trhu vytlačován následující verzí Windows 10.
Systém byl ve fázi všeobecné podpory do 9. ledna 2018, poté vstoupil do rozšířené fáze. Poslední aktualizace vyšly 10. ledna 2023, čímž skončilo jak pravidelné vydávání aktualizací pro systém, tak i technická podpora ze strany Microsoftu.

## Minimální požadavky
- Systémové požadavky Windows 8.1 jsou téměř shodné se systémovými požadavky Windows 8.
- Procesor taktován na 1 GHz nebo rychlejší s podporou technologií PAE, NX a SSE2[5]
- RAM paměť: pro 32bitovou verzi je potřeba 1 GB operační paměti a pro 64bitovou verzi 2 GB operační paměti.
- Místo na disku: 16 GB pro 32bitovou verzi, 20 GB pro 64bitovou verzi.
- Grafické zařízení: podpora Microsoft DirectX 9 s ovladačem WDDM.
- Monitor 1024 × 768 a vyšší

## Novinky
- návrat tlačítka Start
- zabudovaný klient OneDrive
- více aplikací na obrazovce (až 4 aplikace)
- 3 typy velikostí dlaždic
- vytvoření obrázkového hesla
- prezentace fotografií na zamčené obrazovce
- nový Internet Explorer 11[6]
- podpora pro 3D tisk
- schopnosti virtualizace
- program Skype, který bude zabudovaný v operačním systému, nahrazuje Microsoft messaging aplikace.

## Vylepšení
- více možností nastavení v moderním rozhraní
- vylepšené hledání
- změna prostředí a vylepšený katalog aplikací ve Windows Store
- možnost spuštění systému přímo na plochu
- stejné prostředí ve všech Windows 8.1, stačí se pouze přihlásit přes Microsoft účet
- vyšší bezpečnost Windows Defender, již zde chrání i proti virům
- snadnější přístup k aplikacím a ovládacím prvkům [7]
- podpora vysoké variability rozlišení.

### Spouštění Windows
Windows 8.1 stejně jako předchozí verze Windows 8 umožňuje uživatelům výběr, jak bude systém vypnut a následně z jakého stavu bude spuštěn. První volba je klasické vypnutí systému, které má za následek delší spouštění systému při dalším zapnutí. Druhá varianta je Hybrid vypnutí systému, které výrazně zrychlí start systému. Je to v podstatě kombinace mezi hibernací a režimem spánku. Dochází k odhlášení uživatele a ukončení spuštěných aplikací, ale jádro systému (systémové informace) se uloží na disk do souboru. Při dalším spuštění se použijí tyto systémové informace k obnovení činnosti počítače místo, aby systém počítač restartoval.
Novinkou ve Windows 8.1 je spouštění na plochu. To znamená, že uživatel si může zvolit, zda se systém po zapnutí přepne na klasickou plochu, nebo do Start menu. To je oproti Windows 8 výrazná změna, jelikož spousta uživatelů stále dává přednost klasické ploše známé z předchozích verzí.

### Tlačítko Start
Microsoft vrátil uživatelům tlačítko Start, ovšem zde nemá stejnou funkci jako v dřívějších OS. Zde tlačítko Start přepíná mezi prostředím Modern UI a klasickou plochou. Stále tedy uživatelé musí postrádat klasickou nabídku Start, integrovanou přímo v systému, pokud uživatel hledá nějakou náhradu, lze si doinstalovat aplikaci nahrazující nabídku Start.
Microsoft přidal rozšířenou nabídku při pravém kliknutí na tlačítko Start, které alespoň trochu vylepšuje ovládání systému. Důležitou položkou, která zde přibyla, je možnost vypnutí nebo restartování systému.

### Přizpůsobení
Pro uživatele přibyla možnost nastavení průhledného pozadí v prostředí Start menu, tudíž má stejné pozadí na ploše i v prostředí dlaždic.
Další možností nastavení je změna velikosti dlaždic, kde lze nastavit 4 rozměry – ¼, normální, široká a velká (2×2).
Velkým přínosem jsou změny v sekci nastavení, kde přibylo mnoho voleb seřazených do sekcí podobně jako v Ovládacích panelech.
Další rozšíření nabízí uživatelům nastavit jako spořič displeje video, zobrazování fotek na zamčené obrazovce, nová témata pro zamykací obrazovku, rozdělení obrazovky pro více aplikací, automatické aktualizace aplikací v prostředí Modern UI atd.

### Rozšíření
Za zmínku stojí vylepšené hledání, které nyní vyhledává nejen na pevném disku, ale nově i na disku SkyDrive a na Internetu. Dále je velkou výhodou odinstalace aplikací, kde lze aplikace odinstalovat pouze z aktuálního zařízení, nebo ze všech zařízení, které uživatel používá (je na nich přihlášen stejným jménem). To ale není u odinstalace vše, dále je možnost odinstalace více aplikací najednou, nemusí se tedy odinstalovávat každá aplikace samostatně. Mezi další rozšíření, které najdeme v systému Windows 8.1, patří vylepšení a přidání aplikací, jako například aplikace Budíku, kde je možné nastavit si upozorňování. Také přibyla možnost nastavit si v systému režim klidu (od kdy do kdy) a systém nebude zasílat žádná hlášení.

## Windows 8.1 Update
Dne 9. dubna 2014 byla uvolněna aktualizace pro Windows 8.1 označená jako Windows 8.1 Update. MělaWindows 8.1 vylepšit používání s klávesnicí a myší – moderní aplikace se budou moci připínat na hlavní panel, hlavní panel se bude objevovat i v aplikacích pro moderní rozhraní a tyto aplikace bude možno zavírat křížkem, jak je tomu v desktopových aplikacích.
Jedním z důvodu, proč byla tato aktualizace (update) provedena, bylo, aby její uživatel neměl problém s orientací v jeho operačních systémech v různých přístrojích.

## Přehled edicí
- Windows 8.1. Základní edice pro všechny uživatele bez zvláštních požadavků.
- Windows 8.1 Pro. Edice určená zejména pro firemní zákazníky, obsahuje zejména klíčovou funkci připojení do domény (Domain Join) a další pokročilé možnosti zajímavé především pro firemní zákazníky a některé pokročilé uživatele.
- Windows 8.1 Enterprise. Edice dostupná pouze firemním zákazníkům s uzavřenou multilicenční smlouvou. Enterprise edice nabízí stejnou funkčnost jako Windows Pro, plus různé multilicenční výhody.
- Windows RT 8.1. Edice dodávaná pro přístroje s procesorem ARM, typicky tablety.
- Windows 8.1 Embedded. Edice vyhrazená výrobcům hardware pro bankomaty, pokladní systémy, stroje řídící výrobu, apod.